# Формула Вика
Формула Вика — формула теории вероятностей, выражающая математическое ожидание многочлена от координат гауссовского вектора через элементы матрицы ковариаций. Одним из её применений является связь между средним значением полинома от следов степеней случайной матрицы большого размера и родами поверхностей, получаемыми склейкой заданных многоугольников при различных отождествлениях сторон.

## Формулировка
Пусть {\displaystyle (x_{1},\dots ,x_{k})} — гауссов вектор с нулевым математическим ожиданием, {\displaystyle f_{1},\dots ,f_{2n}} — линейные функции от {\displaystyle x_{1},\dots ,x_{k}}. Тогда
{\displaystyle E(f_{1}\cdot \dots \cdot f_{2n})=\sum \left(E(f_{p_{1}}f_{q_{1}})\right)\cdot \dots \cdot \left(E(f_{p_{n}}f_{q_{n}})\right),}
где суммирование в правой части ведётся по всем разбиениям множества {\displaystyle \{1,\dots ,2n\}} на пары {\displaystyle (p_{i},q_{i})} с
{\displaystyle p_{1}<\dots <p_{n},\quad \forall i\quad p_{i}<q_{i}}
(тем самым, каждое разбиение оказывается посчитано ровно один раз).

## Примеры
В качестве пояснения формулировки теоремы приведём несколько примеров:
{\displaystyle E(x_{1}\cdot x_{2}\cdot x_{3}\cdot x_{4})=E(x_{1}\cdot x_{2})\cdot E(x_{3}\cdot x_{4})+E(x_{1}\cdot x_{3})\cdot E(x_{2}\cdot x_{4})+E(x_{1}\cdot x_{4})\cdot E(x_{2}\cdot x_{3})}
{\displaystyle E(x_{1}\cdot x_{2}\cdot x_{3}\cdot x_{4}\cdot x_{5}\cdot x_{6})=E(x_{1}\cdot x_{2})\cdot E(x_{3}\cdot x_{4}\cdot x_{5}\cdot x_{6})+E(x_{1}\cdot x_{3})\cdot E(x_{2}\cdot x_{4}\cdot x_{5}\cdot x_{6})+E(x_{1}\cdot x_{4})\cdot E(x_{3}\cdot x_{2}\cdot x_{5}\cdot x_{6})+E(x_{1}\cdot x_{5})\cdot E(x_{3}\cdot x_{4}\cdot x_{2}\cdot x_{6})+E(x_{1}\cdot x_{6})\cdot E(x_{3}\cdot x_{4}\cdot x_{5}\cdot x_{2})}